# Frans honkbalteam

De Franse vlag.

Het Frans honkbalteam is het nationale honkbalteam van Frankrijk. Het team vertegenwoordigt het land tijdens internationale wedstrijden. De manager is Sylvain Virey.
Het Frans honkbalteam is sinds 1953 aangesloten bij de Europese Honkbalfederatie (CEB), de continentale bond voor Europa van de IBAF.

## Kampioenschappen

### Wereldkampioenschap
Frankrijk nam drie keer deel aan het wereldkampioenschap honkbal. De vijftiende plaats (in 2001 en 2003) is de hoogst behaalde eindklassering.
| Editie    | 1994 | 2001 | 2003 |
| Prestatie | 16e  | 15e  | 15e  |

### Europees kampioenschap
Frankrijk nam 27 keer, van de 36 edities, deel aan de eindronde het Europees kampioenschap honkbal. De derde plaats in 1999 is de hoogste behaalde klassering.
| Editie    | 1955 | 1958  | 1962 | 1964 | 1969 | 1971 | 1973 | 1975 | 1983 | 1987 | 1989 | 1991 | 1993 |
| Prestatie | 5e   | 6e    | 6e   | 5e   | 7e   | 9e   | 6e   | 6e   | 6e   | 6e   | 5e   | 4e   | 5e   |
|           |      |       |      |      |      |      |      |      |      |      |      |      |      |
| Editie    | 1995 | 1997  | 1999 | 2001 | 2003 | 2005 | 2007 | 2010 | 2012 | 2014 | 2016 | 2019 | 2021 |
| Prestatie | 5e   | Brons | 4e   | 7e   | 6e   | 5e   | 6e   | 8e   | 6e   | 4e   | 7e   | 7e   | 15e  |
|           |      |       |      |      |      |      |      |      |      |      |      |      |      |
| Editie    | 2023 |       |      |      |      |      |      |      |      |      |      |      |      |
| Prestatie | 7e   |       |      |      |      |      |      |      |      |      |      |      |      |

-  = niet gekwalificeerd 

### World Baseball Classic
Frankrijk nam in 2012 deel aan de kwalificatie voor de World Baseball Classic in 2013. Zo ook voor 2023.
| Editie    | 2006 | 2009 | 2013 | 2017 | 2023 |
| Prestatie | -    | -    | *    | -    | *    |

* = niet gekwalificeerd

- = geen deelname

### Intercontinental Cup
Frankrijk ging drie keer de strijd aan om de Intercontinental Cup, met de zevende plaats in 1997 als hoogste klassering.
| Editie    | 1991 | 1993 | 1997 |
| Prestatie | 10e  | 10e  | 7e   |